# Fausto Miño
Fausto Orlando Miño Zambrano (Ambato, 8 de junio de 1980) es un cantante, compositor y actor ecuatoriano.
En el año 2006 comienza su carrera profesional lanzando su primer álbum titulado SerraCosteño en Ecuador.
En el mes de agosto de 2007 lanzó bajo la discográfica Universal Music Group su primer álbum internacional titulado  Yo soy. Convirtiéndose en el primer artista ecuatoriano que firma con una discográfica multinacional. El álbum ha sido publicado en Ecuador y recientemente en España.
Entre 2006 y 2007 comienzan a publicarse sus primeros sencillos; Baila mi Vida, Sometimes Ok y Ud. Es Hermosa que lo ubican en los primeros lugares y llegan a constituirse como éxitos a nivel nacional. En este tramo de su carrera recibió Disco de oro, Disco de Platino y Disco Doble Platino por las ventas del álbum  Yo Soy Chevere, además de haber recibido más de 60 premios otorgados por los medios ecuatorianos e instituciones gubernamentales y privadas del Ecuador.

## Biografía y carrera

### Infancia e inicios artísticos
Fausto Orlando Miño Zambrano nació el 8 de junio de 1980 en Ambato, también llamada "Cuna de los Tres Juanes". Es el primer hijo de un quiteño y una chonera. Tiene dos hermanos menores.
Desde los 4 meses de edad vive en Quito (Ecuador), aunque visita a menudo la provincia de Manabí y Guayaquil.
A partir de los 8 y 9 años recibe clases de piano, aprende piezas clásicas y comienza a familiarizarse con la música. 
Graduado en periodismo y publicidad en la USFQ Universidad San Francisco de Quito, tuvo su primera experiencia como actor en la película Que tan lejos.
Realiza sus primeras composiciones musicales a los quince años de edad. Compone empíricamente hasta los 22, edad en la que entra al Instituto Berkley de Música contemporánea en la Universidad San Francisco de Quito, donde conoce a los productores de su primer Álbum SERRACOSTEÑO, Antonio Cepeda, Andrés Benavides y Pablo Aguinaga.
Ha compuesto 86 temas en letra y música. En el mes de agosto del 2007 lanzó bajo el sello Universal Music su primer álbum internacional titulado “Yo Soy”, convirtiéndose en el primer artista ecuatoriano que firma con una disquera multinacional. Este disco pretende describir sus tres facetas: El artista latino, el cantautor íntimo y el mestizo en búsqueda de sus raíces.
En su primer año de carrera pública efectuó más de ochenta presentaciones, todas ellas con un mensaje de Amor Universal y fraternidad capaz de lograrse con la música y la palabra. “Mi objetivo principal en un Show es lograr una COMUNIÓN” dice.
En el 2006 y 2007 el lanzamiento de los promocionales; “Baila mi Vida”, “Sometimes Ok” y “Ud. Es Hermosa” lo ubican en los primeros lugares y llegan a constituirse como éxitos a nivel nacional.
Miño trata de encontrar una fusión de las culturas de sus padres en su música. El artista dice, al respecto, que "crecer en un ambiente en el que las culturas no confluyen te invita a querer, en la vida, proponer algo que diga que la unión de las culturas sirve".
19 de julio de 2007 disco de oro entregado por la Universal Music, por la venta de su disco “Yo Soy".

### Carrera profesional

#### 2006:Qué tan lejosySerraCosteño
Fausto Miño tuvo su primera experiencia como actor en la película Qué tan lejos, interpretando a Andrés, un personaje con carácter egoísta y superficial. Qué tan lejos es una película creada por la directora cuencana Tania Hermida, que refleja un Ecuador desde el punto de vista de un ecuatoriano y de un turista, cuyas visiones de la realidad del país son totalmente distintas. Añadiendo un pequeño toque humorístico, que en algunos momentos hace participar al espectador.
La película fue rodada utilizando como escenarios: montañas, playas, y pueblos de ocho provincias ecuatorianas: Pichincha, Cotopaxi, Tungurahua, Chimborazo, Cañar, Azuay, Manabí y Guayas. Tuvo una gran recepción y muy buenas críticas, duró 24 semanas en cartelera en Ecuador y fue vista por más de 200 mil espectadores.
Entre los reconocimientos que recibió, cabe destacar el Zenith de Plata que obtuvo en el marco de la Competencia mundial de primeras obras del Festival des Films du Monde de Montreal, Canadá.
SerraCosteño es su primer álbum musical lanzado el 4 de junio de 2006 sólo para Ecuador. La tirada de este álbum fue de 1000 copias, que se agotaron en dos meses. El nombre proviene de la procedencia de sus padres, Sierra y Costa, de ahí al nombre compuesto SerraCosteño.

"Tiene el mérito de ser un disco logrado entre cinco amigos, sin mayores soportes técnicos, ni tecnológicos y con poquísimo dinero de por medio"

El álbum musical se lanza con sólo ocho temas, muchos de los cuales fueron relanzados en el siguiente álbum internacional,  Yo soy.

#### 2007: Yo Soy
Yo soy es el segundo álbum musical de Fausto Miño, el primer álbum internacional, lanzado en el mes de agosto de 2007. Este álbum vio luz gracias al resultado de la sociedad entre Fausto Miño, Alfredo Vera (su actual mánager) y la discográfica Universal Music Group. 
Contiene 6 canciones de su trabajo anterior SerraCosteño, con algunos arreglos y mejorando la calidad del sonido. Más otras 7 canciones nuevas hechas después del lanzamiento de SerraCosteño; un total de 13 temas.
En 2007 fue promocionado por la publicación de los sencillos Baila mi Vida, Sometimes OK y Ud. es Hermosa que recibieron una muy buena acogida en las radios y se convirtieron en éxitos. 

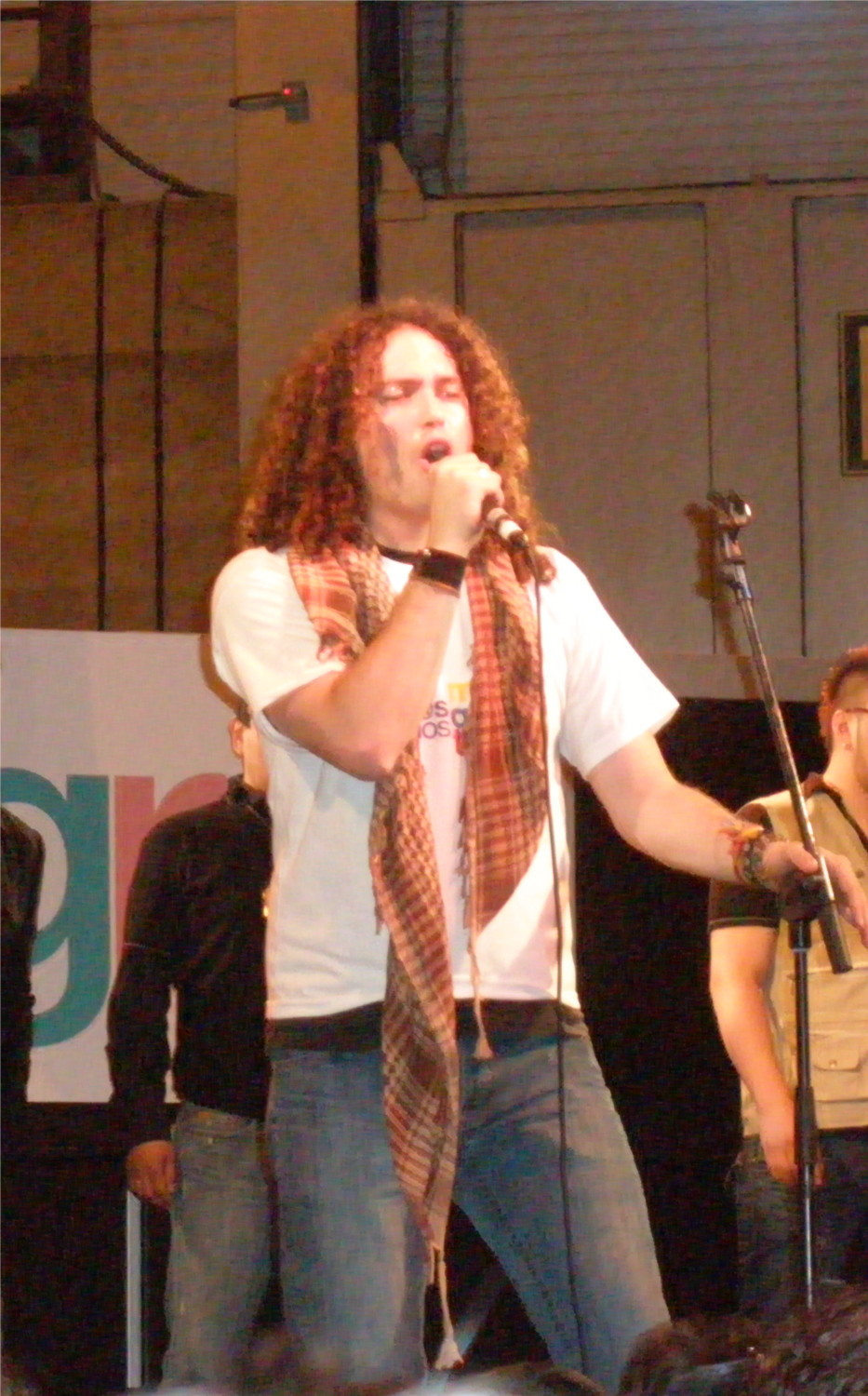
Fausto Miño cantando en Integra Madrid 08.

En 2008 fue promocionado por el lanzamiento de los sencillos Algo así, Canción de Hombres y su primer bolero, Entiendo. Mientras, lanza sus primeros sencillos en Chile, Perú, Bolivia, Colombia, Costa Rica y Panamá.
En diciembre de 2008, Fausto Miño visita Madrid para asistir a la feria Integra Madrid 08 y ofrecer un pequeño concierto al público de la feria, luciendo la camiseta "Todos Somos Migrantes". 
El 12 de diciembre ganó en la categoría Mejor artista de Ecuador en los Premios 40 Principales, recibiendo la mano 40 que le otorgaron en el Palacio de los Deportes.
En junio de 2009 regresó a España para asistir al Festival ecuatoriano Marina D'or en Oropesa del Mar, municipio de la provincia de Castellón. Allí realiza una actuación presentando  Yo soy, que pronto se pondría a la venta en todas las tiendas de España.
 Yo soy fue publicado en España el 10 de junio de 2009 bajo el sello Vale Music, perteneciente a Universal Music Group. Baila mi Vida es el primer sencillo que promociona el lanzamiento de  Yo soy en España, este sencillo ha tenido muy buena aceptación en las radios latinas y españolas dando a conocer en el extranjero a Fausto Miño.
En septiembre de 2009 vuelve a Madrid para actuar en un concierto en la Feria Enlaces Internacionales, el día 13 de septiembre. Además de asistir a diferentes medios latinos y españoles. Acompañado por el humorista Carlos Michelena actuaron el mismo día, además también asistieron a una entrevista juntos realizada en RNE.

#### 2010: Solitario Corazón
Solitario Corazón es el tercer álbum del cantante. Según algunas fuentes será más latino, andino, intenso y con algunos elementos electrónicos pero sin perder el toque característico del cantante. Además, el cantante prepará una imagen más latina, más bacana.
En la producción de este nuevo álbum de estudio, están trabajando gente muy profesional como: Ivies Flies (La Grupa), Pablo Aguinaga (Magic Sound Music) y en la coproducción, estará a cargo del mismo Fausto Miño, porque quiere estar muy pendiente sobre el trabajo que se le de a este material y que el alma de las canciones queden intactas.
La letra de las distintas canciones va estar a cargo del cantante. Fausto quiere reflejar en ellas cosas del día a día:

La composición de mis canciones está basada en el sentir humano, siendo en algunas cosas: más agudo, en  otras me manifiesto con dulzura y en fin, me inspiro en  diversas fuentes pero siempre inspirado en la intensidad de la vida

El cantante piensa lanzar como primicia el nuevo álbum en Ecuador, en donde el público lo conoce y la promoción hecha con sus anteriores trabajos es bastante sólida para el lanzamiento del nuevo disco.

Creo que lo mejor que puedo darle a mi país, es lanzar las primicias de mis canciones aquí y segundo traer buenas noticias del exterior porque eso genera un sentimiento de autoestima para todos

El artista desea definir el plan de mercado hacia Colombia y España. Con las nuevas canciones se ingresará a diversos países de Latinoamérica y España mediante una promoción sólida, que hará que la promoción realizada en esos países con su anterior trabajo mejore notablemente.
Se espera que Solitario Corazón sea lanzado para finales de 2010 o principios de 2011.
Su música ha cautivado a todo el Ecuador y a muchos en el mundo ya que su profesionalismo y experiencia lo ha llevado a realizar grandes éxitos musicales y a ser reconocido por todo el Mundo.
Le deseamos muchos éxitos en su carrera y esperamos que siga sacando el nombre del Ecuador muy en alto.
Fausto Miño el cantante ‘serracosteño’ estrena una nueva canción, se trata de ‘Cambia tu estrategia’, con la que muestra una faceta suya un tanto distinta: el ritmo movido y atrevido en una melodía de su autoría.
En 2013, su sencillo "Y Sin Embargo" se convirtió en uno de sus mayores éxitos en Ecuador, alcanzando eln #1 en el listado Ecuador Top 40 de Ecuaparade y cuenta con más de 2 millones de reproducciones en YouTube, siendo un número considerable para un artista local.

## Conciertos
Fausto Miño participó en la Feria Enlaces el 17 de septiembre de 2009, cerrando el evento con gran éxito de público.

## Discografía
Álbumes de Estudio
- 2006: SerraCosteño
- 2007:  Yo soy
- 2011: Solitario Corazón

## Sencillos
- "Mara Rocio"
- "Baila mi Vida"
- "Sometimes OK"
- "Ud. Hermosa"
- "Algo Así"
- "Canción de Hombres"
- "Entiendo"
- "Era"
- "Dejala"
- "Cambia Tu Estrategia"
- "Solitario Corazón"
- "Taza De Café"
- "Amigo"
- "Yo Canto"
- "Mi Mujer"
- "Y Sin Embargo"
- "Ya No Tengo Novia"
- "Amor De Dos"
- "Yo me atrevo a ser feliz"
- "Soy Valiente"
- "La Vida es Juego"
- "Ella"

## Controversias
Fausto Miño no está de acuerdo en que se metan en la infancia de los niños y los adoctrinen desde pequeños en cuestiones de género, pues las personas averiguan eso por sí mismas cuando crecen y adquieren experiencia y no cuando son infantes, muchos apoyan a Miño, pues a esa edad ellos deben dedicarse a estudiar y a jugar. Por eso y por defender a los niños y a la familia, Miño se ha visto envuelto en varias polémicas digitales con fanáticos de Rafael Correa por sus comentarios en sus redes sociales, principalmente Twitter, donde ha sido señalado sin fundamento por los correístas por escribir comentarios considerados clasistas, así como transfóbicos al  ser uno de los promotores de acciones de protesta en contra de la Corte Constitucional del Ecuador por su sentencia para la educación y protección de menores de edad de la comunidad transgénero.